# کوه زولیا
کوه زولیا (به لاتین: Mount Zulia) یک کوه در اوگاندا است که در اوگاندا واقع شده‌است. کوه زولیا ۲٬۱۴۹ متر بالاتر از سطح دریا واقع شده‌است.